# Malaia
Malaia là một xã thuộc hạt Vâlcea, România. Dân số thời điểm năm 2002 là 1920 người.